# Robert Matthey
Robert Léon Alfred Matthey (* 21. Juli 1900 in Signy-Avenex; † 22. Februar 1982 in Pully) war ein Schweizer Zoologe. Sein Forschungsschwerpunkt war die Zytogenetik der Säugetiere.

## Leben
Matthey war der Sohn von Marc Robert und Alice-Marie Matthey, geborene Vanod. Sein Vater war Pfarrer der Freikirche des Kantons Waadt. Sein Bruder Pierre-Louis war ein bekannter Schriftsteller und Dichter. 1923 wurde Matthey mit der Dissertation Contribution à létude de Trypanoplasma helicis Leidy an der Universität Lausanne zum Doktor der Naturwissenschaften promoviert. 1925 heiratete er Suzanne-Adrienne Renaud. Matthey absolvierte Praktika in Berlin, Wien sowie in Wimereux im Département Pas-de-Calais und war Assistent sowie Privatdozent am Zoologischen Institut in Genf. Von 1929 bis 1931 war er Lehrbeauftragter, von 1931 bis 1938 ausserordentlicher Professor und von 1938 bis 1970 war er ordentlicher Professor für Tierbiologie und vergleichende Zoologie an der Universität Lausanne. Von 1958 bis 1960 hatte er den Posten des Rektors der Universität Lausanne inne.
1940 war Matthey Mitbegründer der Société suisse de génétique. Von 1952 bis 1969 war er Mitglied des Forschungsrats des Schweizerischen Nationalfonds. 1969 war er Vizepräsident der IUCN.
Matthey hatte ein besonderes Interesse an der Zytotaxonomie von Kleinsäugern sowie an der parthenogenetischen Karyologie der Heuschrecken. Er verfeinerte die Untersuchungsmethoden der Mechanismen, die bei der evolutionären Veränderung der Chromosomenformeln und damit bei der chromosomalen Differenzierung eine Rolle spielen. 15 Jahre arbeitete er mit Francis Petter an der Systematik der Nagetiere, wobei auch zytologisch unbekannte Arten aus Asien, Afrika und Europa Gegenstand ihrer Forschung waren. In den 1970er Jahren hatte er allein etwa 70 % der 1200 bekannten Chromosomenformeln für Säugetiere entschlüsselt und veröffentlicht. Matthey entwickelte die moderne Zytotaxonomie, indem er seine eigenen technischen Entdeckungen mit den bruchstückhaften und vereinzelten Studienergebnissen anderer Zytogenetiker ergänzte. Matthey erkannte schnell die Bedeutung der Chromosomenmutation als Schlüssel der Bildung bestimmter Arten und verstand als erster, dass die Chromosomenentwicklung mit einer genetischen Revolution einhergeht, die nahezu zufällig abläuft. Bei den afrikanischen Mäusen wies er einen intraspezifischen Chromosomenpolymorphismus nach, bei den afrikanischen Vielzitzenmäusen zeigte er auf, dass es Arten (z. B. die Natal-Vielzitzenmaus) gibt, die an unterschiedlichen Epidemien beteiligt sind. Ferner konnte er darlegen, dass bestimmte Zwillingsarten aus der Gattung der Kleinen Nacktsohlen-Rennmäuse (Taterillus) nur an ihrem Karyotyp unterschieden werden können.
Zwischen 1954 und 1976 veröffentlichte Matthey 17 wissenschaftliche Artikel in der Fachzeitschrift Mammalia, darunter einen über Raubtiere, vierzehn über Nagetiere und zwei über Höhere Säugetiere.

## Ehrungen und Dedikationsnamen

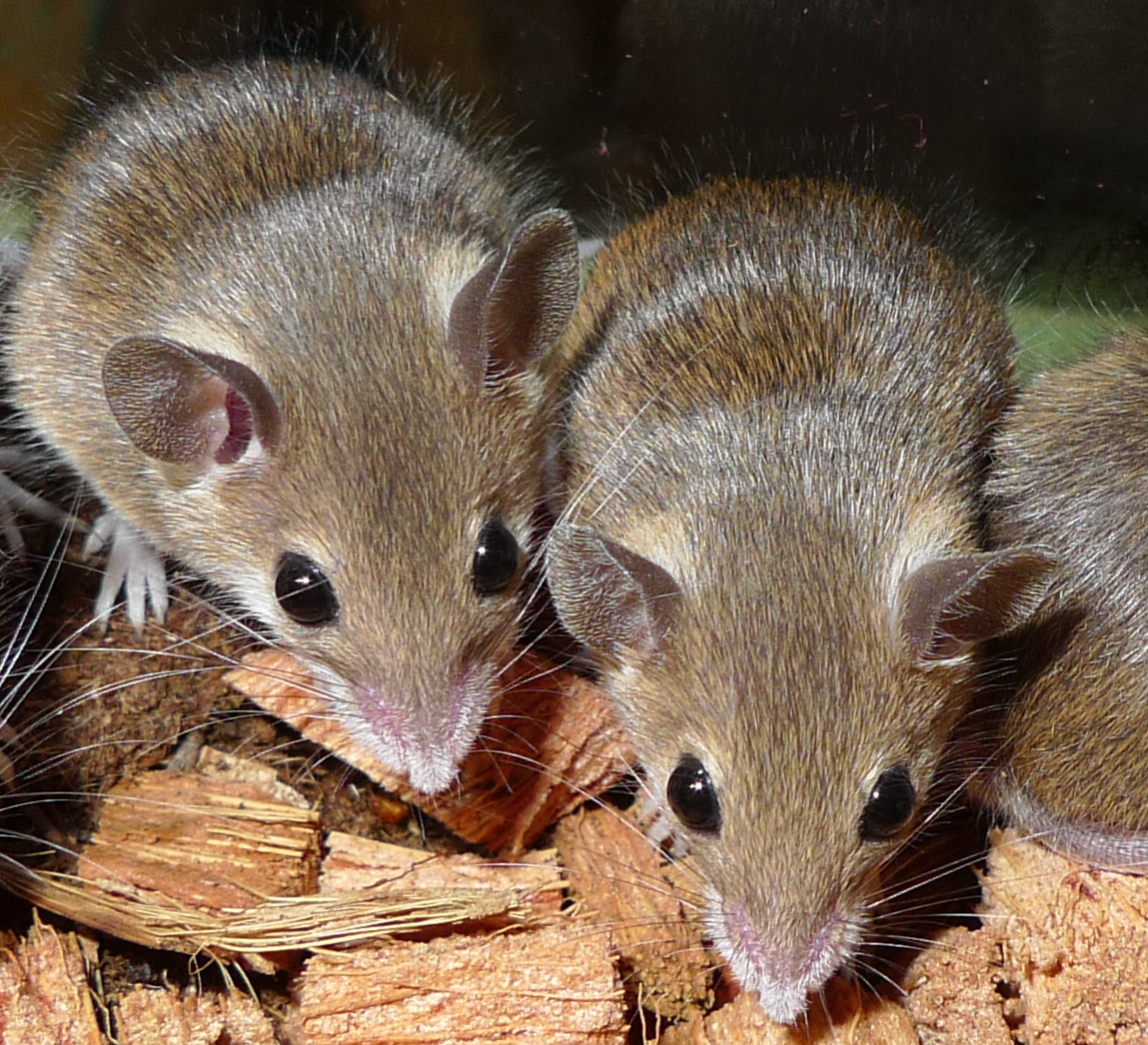
Die Matthey-Zwergmaus wurde 1969 zu Ehren von Robert Matthey benannt

1944 erhielt Matthey den Prix Marcel-Benoist. 1969 benannte Francis Petter die Matthey-Zwergmaus (Mus mattheyi) nach Robert Matthey.